# Gavignano (Korsika)
Gavignano (korsisch Gavignanu) ist eine französische Gemeinde mit 60 Einwohnern (Stand 1. Januar 2022) im Département Haute-Corse auf der Insel Korsika. Sie gehört zum Arrondissement Corte und zum Kanton Golo-Morosaglia. Die Bewohner nennen sich Gavignanais oder Gavignaninchi.

## Geographie
Das Gemeindegebiet liegt in der Landschaft Castagniccia und hat eine West-Ost-Ausdehnung von rund zehn Kilometern, während
es in Nord-Süd-Richtung an der schmalsten Stelle nur etwa 500 Meter misst. Die Nachbargemeinden sind Castineta im Norden, Croce im Osten, Saliceto im Süden und Piedigriggio im Westen.
Der Gemeindehauptort heißt Olmi, ein weiterer Weiler Poggio. Das Gemeindegebiet wird vom Fluss Casaluna und seinen Seitenbächen in nordwestlicher Richtung zum Golo entwässert.

## Bevölkerungsentwicklung
| 1800 | 1851 | 1901 | 1954 | 1962 | 1968 | 1975 | 1982 | 1990 | 1999 | 2006 | 2016 |
| ---- | ---- | ---- | ---- | ---- | ---- | ---- | ---- | ---- | ---- | ---- | ---- |
| 322  | 373  | 528  | 132  | 107  | 97   | 43   | 42   | 51   | 55   | 50   | 54   |